# 23. sydlige breddekreds
Den 23. sydlige breddekreds (eller 23 grader sydlig bredde) er en breddekreds, der ligger 23 grader syd for ækvator. Den løber gennem Atlanterhavet, Afrika, det Indiske Ocean, Australasien, Stillehavet og Sydamerika.